# Kirch Jesar
Kirch Jesar là một đô thị ở huyện of Ludwigslust, bang Mecklenburg-Vorpommern, Đức. Đô thị này có diện tích 18,76 km², dân số thời điểm 31 tháng 12 là 688 người. 